# Gustav Ahrn
Gustav Ahrn, född 30 maj 2000, är en svensk fotbollsspelare som spelar för Växjö Norra IF.

## Karriär
Ahrns moderklubb är Tolgs IF, men han gick som 14-åring till Östers IF. Ahrn debuterade för Östers IF i Superettan den 11 augusti 2018 i en 4–0-vinst över IK Brage, där han blev inbytt och även gjorde sitt första mål. Under året blev Ahrn dessutom tvåa i U19-allsvenskans skytteliga med 14 mål på 13 matcher. Inför säsongen 2019 flyttades han permanent upp i A-truppen efter att under föregående år spelat under ett lärlingskontrakt.
I juli 2019 lånades Ahrn ut till IK Oddevold på ett låneavtal över resten av säsongen. I mars 2020 lånades Ahrn ut till division 3-klubben Växjö Norra IF på ett låneavtal över resten av säsongen. Han gjorde mål i sin första match för klubben, men blev i sin andra match korsbandsskadad. Ahrn blev opererad först i januari 2021 och missade därefter även säsongen 2021.
Inför säsongen 2022 blev Ahrn klar för spel i division 2-klubben Räppe GoIF. I januari 2023 skrev han på för Ettan Södra-klubben Åtvidabergs FF. Ahrn råkade ut för en knäskada under försäsongen 2023 och blev borta från spel under hela året. I november 2023 gick han till division 3-klubben Växjö Norra IF.